# Euro-Industriepark

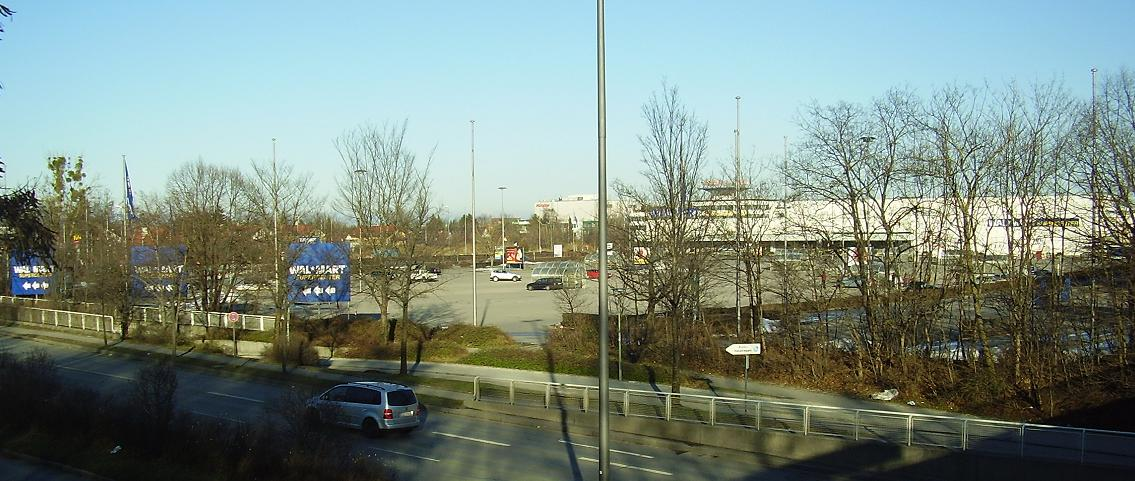
Euro-Industriepark München; aufgenommen von der Ingolstädter Straße

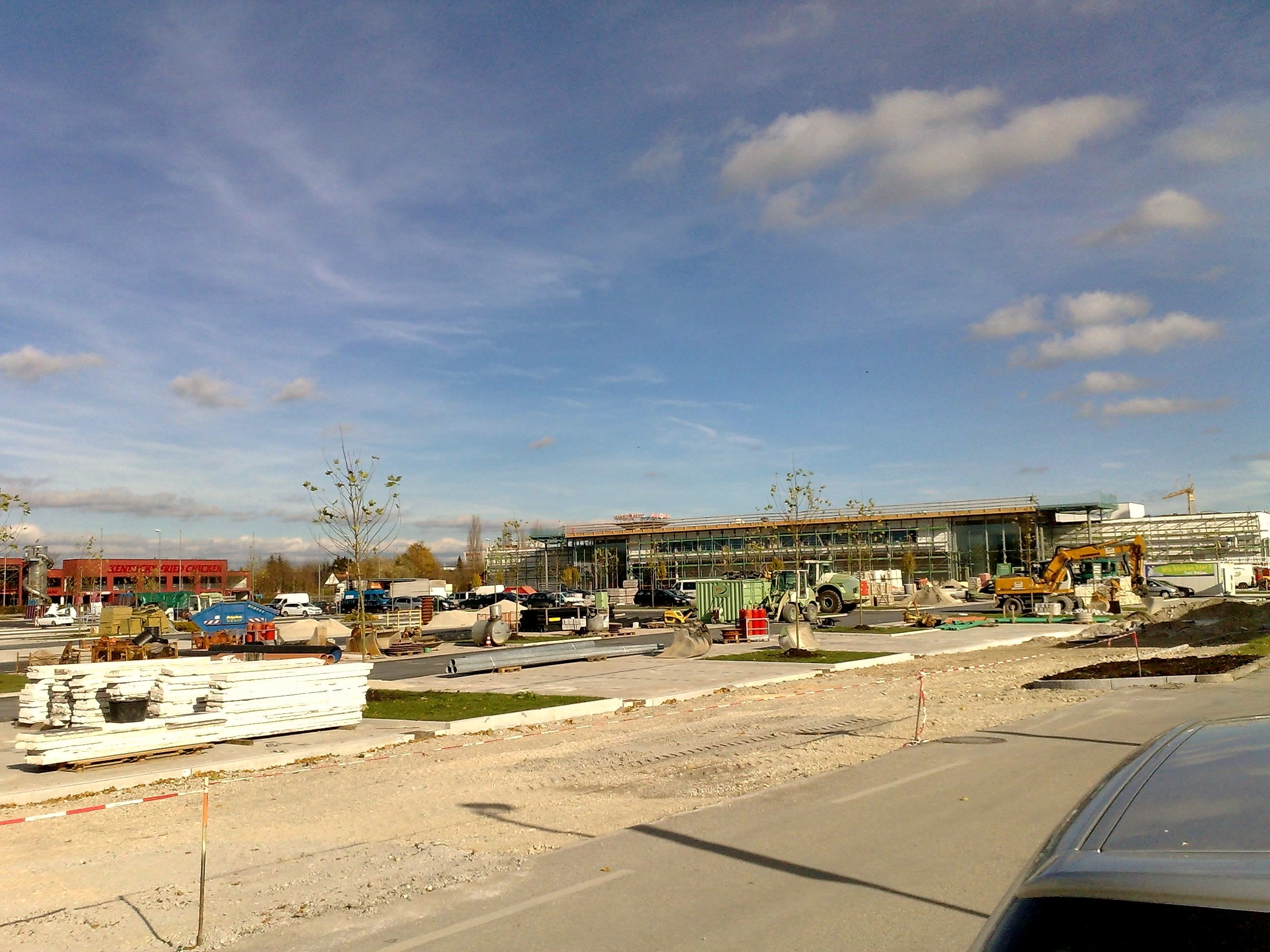
Baustelle des V-MARKT (2010 eröffnet)

Der Euro-Industriepark ist ein 215 Hektar großes Gewerbegebiet im Münchner Stadtteil Freimann und Milbertshofen, das vor allem durch Abholgroßmärkte und große Handelsketten geprägt ist. Er zählt zu den größten Gewerbeeinheiten der Landeshauptstadt.

## Lage
Der Euro-Industriepark liegt nördlich des Eisenbahn-Nordringes bzw. des Frankfurter Rings beiderseits der Ingolstädter Straße zwischen Zenith/Lilienthalallee und Knorrstraße, sowie südlich der Bayern-Kaserne/Heidemannstraße. Südliche Erschließungsstraße des östlichen Teils ist die Schwarzhauptstraße, eine weitere Erschließungsstraße die Maria-Probst-Straße bis Helene-Wessel-Bogen. Der westliche Teil wird durch den Anton-Ditt-Bogen und die Hufelandstraße erschlossen und begrenzt.
Vom Eisenbahn-Nordring der Deutschen Bahn AG aus existierten zahlreiche Anschlussgleise zu den Firmen im Euro-Industriepark.

## Geschichte
Der Kaufmann Anton Ditt kaufte von der Deutschen Bundesbahn für seine Euro-Boden Gesellschaft mbH Gelände, um dort einen Industriepark nach US-amerikanischem Vorbild zu errichten. 1963 begann die Erschließung des Geländes, 1968 wurde zusammen mit den 40 Firmen, die sich hier ansiedelten, Richtfest gefeiert und wenig später eröffnet. 1970 wurde die zuerst private Bezeichnung Euro-Industriepark als amtlicher Ortsname für dieses Gebiet vom Baureferat der Landeshauptstadt München verwendet.
Im April 2022 beschloss der Münchner Stadtrat ein Umgestaltung des Areals zum Wohngebiet sowie Standorte für "laute Club- und Kulturangebote" zu planen.

## Gewerbestruktur

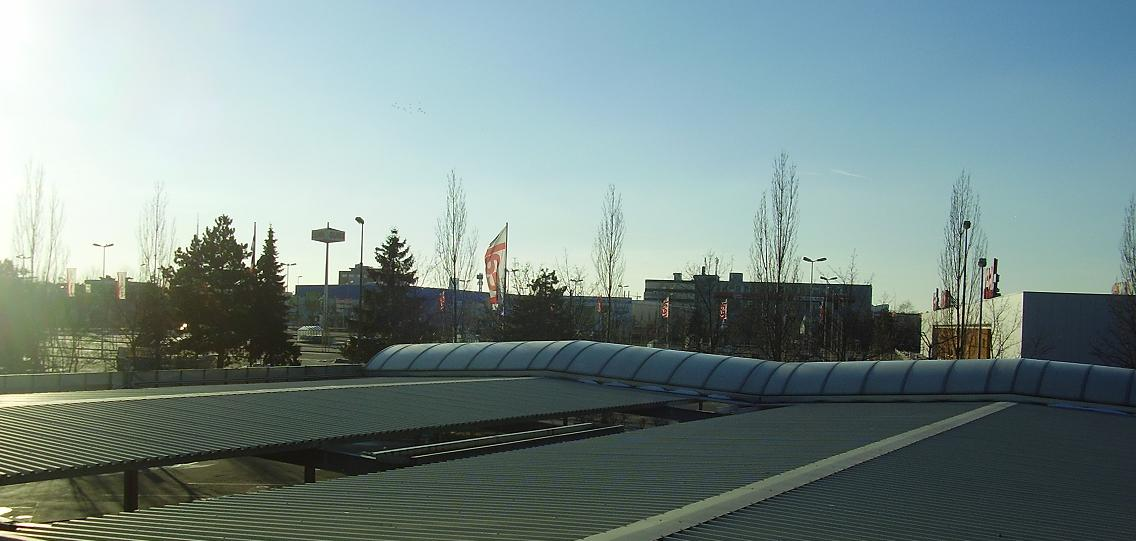
Euro-Industriepark München; aufgenommen von Osten

Der Euro-Industriepark ist vor allem östlich der Ingolstädter Straße durch großflächige Handelsgeschäfte gegliedert, die sich in Architektur und Organisation an den US-Vorbildern der 1960er Jahre orientierten: Rechteckige, schlichte Baukörper mit Flachdach, die an Lagerhallen erinnern, großzügige Eingangs- und Kassenbereiche mit entsprechenden Parkflächen davor. Das Industriegelände ist nach den in den 1960er Jahren gültigen Kriterien autogerecht organisiert. Die ÖPNV-Anbindung des Geländes ist über die Buslinien 171 (von Kieferngarten (U6)) und 141 (von Frankfurter Ring (U2) bis Ingolstädter Straße Bus 143) realisiert. Neben Abholgroßmärkten wie der Metro Cash & Carry, die sich nicht an Endverbraucher richten, sind auch große Handelsketten vertreten, die sich gezielt an diese richten und auf ein Verkaufssegment spezialisieren. Beispiel hierfür ist der Media Markt, der seinen ersten Markt 1979 im Euro-Industriepark eröffnete.
Daneben sind auch kleinere Gewerbeeinheiten vorhanden, die allerdings eher westlich der Ingolstädter Straße angesiedelt sind. Mehrere Autohäuser geben als Standort den Euro-Industriepark an, obwohl sie streng genommen nicht auf seinem Gebiet angesiedelt sind. Insofern sind die Grenzen des Euro-Industrieparks zumindest im allgemeinen Sprachgebrauch nicht mehr fest definiert.

## Bedeutung
Der Euro-Industriepark spielt vor allem für die Versorgung der nördlichen Stadtteile westlich der Isar eine entscheidende Rolle. Außer dem Olympia-Einkaufszentrum und dem Mira sind kaum große Einkaufszentren vorhanden. Daneben ist die konzentrierte Ansammlung sehr großer Handelsketten an einem Punkt im gesamten Stadtgebiet einmalig.